# Tällvasstjärnen
Tällvasstjärnen är en sjö i Vindelns kommun i Västerbotten och ingår i Umeälvens huvudavrinningsområde. Sjön har en area på 0,0289 kvadratkilometer och ligger 204,2 meter över havet. Sjön avvattnas av vattendraget Rödån (Rödkullaån).

## Delavrinningsområde
Tällvasstjärnen ingår i det delavrinningsområde (712106-170446) som SMHI kallar för Ovan Sotesbäcken. Medelhöjden är 216 meter över havet och ytan är 48,15 kvadratkilometer. Räknas de 14 avrinningsområdena uppströms in blir den ackumulerade arean 173,3 kvadratkilometer. Rödån (Rödkullaån) som avvattnar avrinningsområdet har biflödesordning 3, vilket innebär att vattnet flödar genom totalt 3 vattendrag innan det når havet efter 62 kilometer. Avrinningsområdet består mestadels av skog (80 procent). Avrinningsområdet har 0,53 kvadratkilometer vattenytor vilket ger det en sjöprocent på 1,1 procent.